# Accident d'un DHC-2 de Sydney Seaplanes en Australie
Le 31 décembre 2017, un hydravion de type De Havilland Canada DHC-2 Beaver de la compagnie aérienne Sydney Seaplanes s'écrase dans la baie de Jérusalem, au large de Cowan Creek (en), à la périphérie nord de Sydney, en Australie, tuant le seul pilote ainsi que les cinq passagers à bord, dont l'homme d'affaires britannique Richard Cousins, alors dirigeant de l'entreprise Compass Group,,.
Le Bureau australien de la sécurité des transports (ATSB) estime qu'il est probable que les performances du pilote ont probablement été affectées par une intoxication au monoxyde de carbone, l'autopsie des corps des victimes montrant des niveaux de carboxyhémoglobine dans le sang supérieur à la normale. De plus, plusieurs fissures préexistantes dans le système d'échappement de l'appareil ont très probablement libéré des gaz d'échappement dans le compartiment moteur, qui se sont ensuite frayé un chemin à l'intérieur dans la cabine par plusieurs trous au niveau de certains panneaux d'accès,. .

## Avion
L'appareil impliqué est un De Havilland Canada DHC-2 Beaver âgé de 54 ans, construit à l'origine en 1963 et immatriculé VH-NOO en Australie depuis février 1964; il était propulsé par un seul moteur en étoile de type Pratt & Whitney R-985 Wasp Junior.
En 1996, l'avion a été détruit dans un accident, alors qu'il travaillait comme appareil d'épandage aérien près d'Armidale, en Nouvelle-Galles du Sud, tuant le pilote présent à bord. L'avion fut alors entièrement reconstruit, puis l'Autorité de la sécurité de l'aviation civile (en) (CASA) australienne a confirmé qu'il avait été réparé conformément aux exigences de la sécurité aérienne.

## Victimes
Le pilote canado-australien, Gareth Morgan (44 ans), et les cinq touristes britanniques présents à bord, dont Richard Cousins (58 ans), alors PDG de la société de restauration britannique Compass Group, ses deux fils, sa fiancée et sa fille, ont tous été tués dans l'accident.

## Enquête

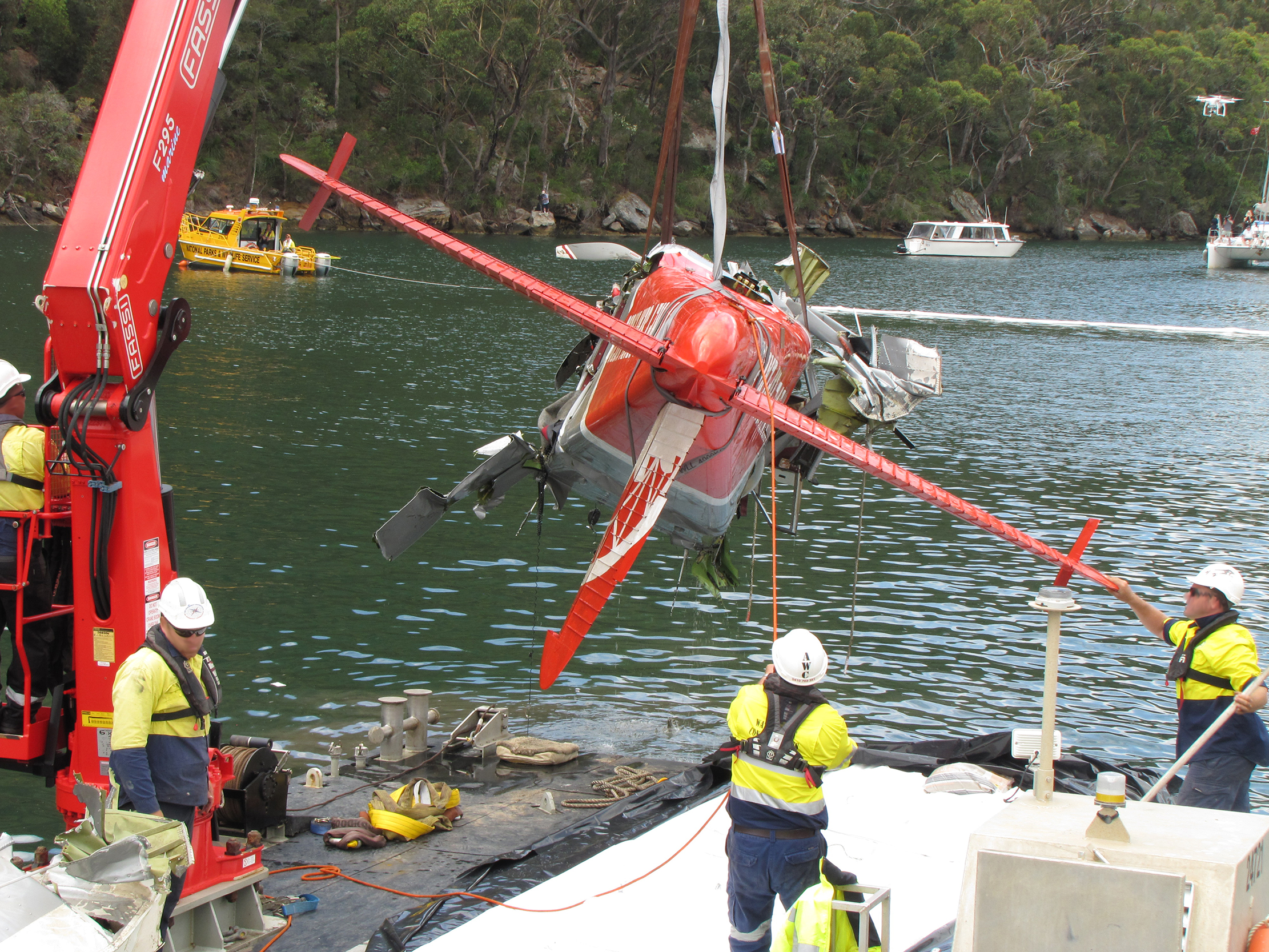
Récupération de l'épave de l'avion après le crash.

L'ATSB a ouvert une enquête sur cet accident. La majeure partie de l'épave de l'avion a été récupérée le 4 janvier 2018. Le rapport préliminaire, publié le 31 janvier 2018, indique que l'avion a suivi une trajectoire de vol différente de celle habituellement emprunté après le décollage depuis Rose Bay, et il n'a pas réussi à monter à l'altitude nécessaire pour survoler le terrain environnant. 
Il indique également que l'examen préliminaire des gouvernes et des différentes commandes de vol de l'avion montre qu'elles étaient en bon état et dans les positions attendues lors de ce vol, et que le moteur semblait fonctionner normalement d'après les témoins au sol. L'avion a percuté la surface de l'eau en volant sur le dos, et les six personnes à bord ont toute subi des blessures mortelles lors de l'impact.
Le 28 janvier 2021, l'ATSB a publié un rapport final, qui conclue que le pilote et les passagers avaient des niveaux de carboxyhémoglobine dans le sang supérieurs à la normale. De plus, plusieurs fissures préexistantes au niveau de la bague du collecteur d'échappement ont très probablement libéré des gaz d'échappement dans le compartiment moteur/accessoires ; le gaz est très probablement entré dans la cabine par des trous dans la cloison pare-feu principale, où trois boulons manquaient sur les panneaux d'accès du magnéto d'allumage. L'avion était équipé d'un détecteur de monoxyde de carbone (CO) jetable, mais les détecteurs CO de ce type ont été largement jugés comme étant peu fiables dans la détection d'éventuelles fuites.

## Conséquence

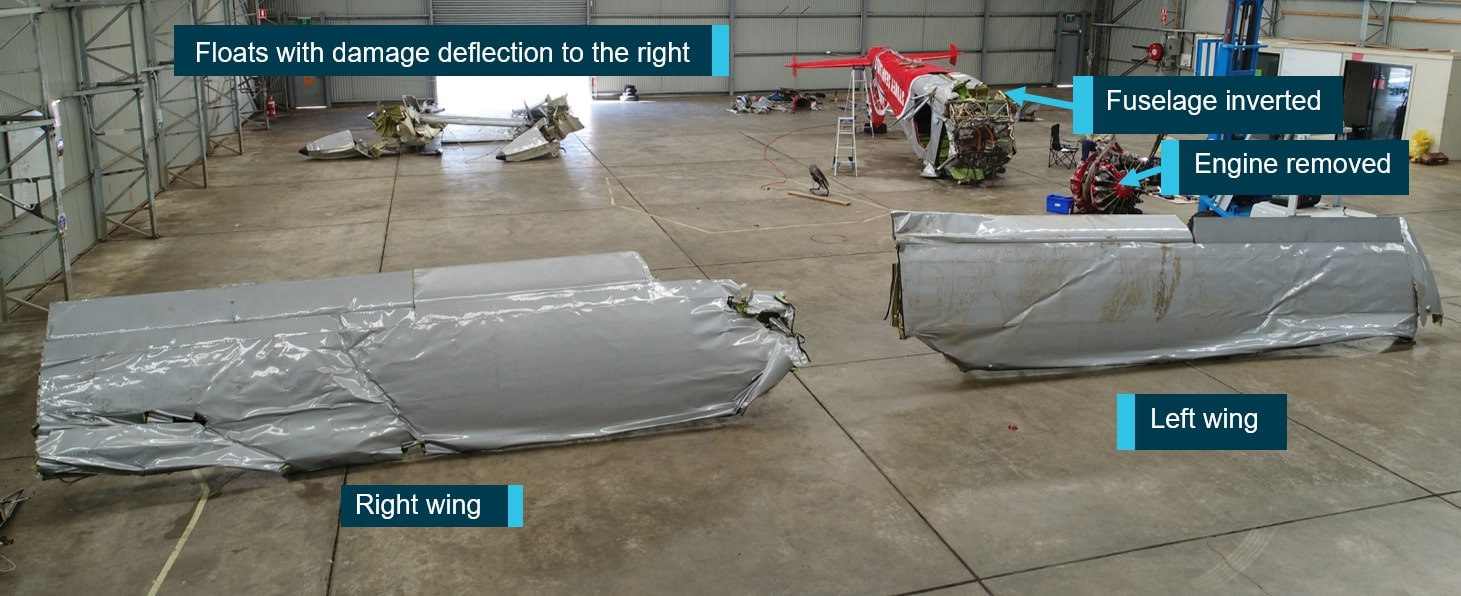
Les différentes parties de l'épave entreposé dans un hangar.

À la suite de cet accident, les différents exploitants de DHC-2 Beaver ont apporté plusieurs modifications aux procédures de maintenance de ce type d'avion, notamment :
- L'installation de détecteurs électroniques de CO, jugés plus fiables que les détecteurs jetables.
- L'intégration du contrôle du bon fonctionnement des détecteurs à la liste de contrôle mensuelle des équipements d'urgence de l'appareil.
- L'indication aux nouveaux prestataires de maintenance que le retrait et l'installation des panneaux d'accès principaux doivent être classés comme une opération de maintenance importante et nécessiteront une certification par un ingénieur de maintenance agréé et une inspection conforme à la réglementation.
- L'indication aux nouveaux prestataires de maintenance qu'à la suite d'opération de maintenance sur le système d'échappement du moteur ou d'utilisation des panneaux d'accès principaux, le test de présence de CO doit être effectué.
- L'inspection des panneaux d'accès et des tests de CO a été intégré à la visite de type B de l'avion, effectuer toutes les 100 heures d'exploitation.

## Documentaire télévisé
- L'accident est étudié dans l'épisode « Crash au paradis », 7e épisode de la 23e saison de l'émission Air Crash.